# Kevin Robertson
Kevin George Robertson (Biloxi, 2 febbraio 1959) è un ex pallanuotista statunitense, vincitore di due medaglie di argento alle olimpiadi di Seul 1988 e Los Angeles 1984.